# Donnelly Rhodes
Pour les articles homonymes, voir Rhodes (homonymie).
Donnelly Rhodes Henry est un acteur, réalisateur et producteur canadien né le 4 décembre 1937 à Winnipeg et mort le 8 janvier 2018 d'un cancer à Baillie House Hospice, un foyer de soins de longue durée composé de cinq quartiers à Maple Ridge,.

## Biographie
Donnelly Rhodes est diplômé de l'École nationale de théâtre en 1964.

## Filmographie

### comme acteur
- 1956 : Reprisal! : Buck
- 1966 : Le Virginien Saison 04 épisode 26 (Les chacals derrière les loups): Ben Colby
- 1967 : Gunfight in Abilene : Joe Slade
- 1967 et 1968 : Les Mystères de l'Ouest (The Wild Wild West), de Michael Garrison (série télévisée)
  - La Nuit de la Légion de la Mort (The Night of the Legion of Death), saison 3 épisode 12, de Alex Nicol (1967) : Capitaine Dansby
  - La Nuit des Cosaques (The Night of the Cossacks), Saison 4 épisode 22, de Mike Moder (1968) : Capitaine Zaboff
- 1968 : The Smugglers (TV) : Antoine Cirret
- 1968 : Mission impossible (série télévisée) : Raymond Barret
- 1969 : Butch Cassidy et le Kid (Butch Cassidy and the Sundance Kid) : Macon
- 1969 : Change of Mind : Roger Morrow
- 1970 : The Manipulators (série télévisée)
- 1971 : Famous Jury Trials (série télévisée)
- 1973 : Odyssée sous la mer (The Neptune Factor) : Bob Cousins
- 1973 : The Hard Part Begins : Jim King
- 1973 : Les Feux de l'amour ("The Young and the Restless") (série télévisée) : Phillip Robert Chancellor, II (1974-1975)
- 1976 : Our Man Flint: Dead on Target (TV)
- 1976 : Goldenrod : Keno McLaughlin
- 1975 : Sidestreet (série télévisée) : Sgt. Nick Raitt (1976-1978)
- 1980 : Bizarre (série télévisée) : Super Dave Osborne's stunt coordinator / Various Characters
- 1980 : Oh Heavenly Dog : Montanero
- 1982 : Report to Murphy (série télévisée) : Charlie
- 1984 : Flight 90: Disaster on the Potomac (TV) : Arland Williams
- 1984-1990 : Cap danger ("Danger Bay") (série télévisée) : Dr. Grant 'Doc' Roberts
- 1986 : Dalton: Code of Vengeance II (TV) : major Bennett
- 1987 : Rendez-moi mes enfants (After the Promise) (TV) : Dr Northfield
- 1989 : Chute libre (The Penthouse) (TV) : Lt. Valeri
- 1991 : Arabesque Le retour du père prodigue  : Ned Jenks
- 1991 : Showdown at Williams Creek : McTooth
- 1992 : Dirty Work (TV)
- 1992 : Rock 'n' love ("The Heights") (série télévisée) : Harry Abramowitz (1992)
- 1994 : X-Files (TV, épisode Métamorphoses) : Jim Parker
- 1994 : Guitarman (TV) : Mayor Garth Dokken
- 1994 : Le Prix de la tyrannie (Beyond Obsession) (TV) : Bill Richardson
- 1995 : When the Vows Break (TV) : Gene
- 1995 : L'Affaire Angel Harwell (Shadow of a Doubt) (TV)
- 1996 : Urban Safari : Harry Johnson
- 1996 : X-Files (TV, épisode L'Homme à la cigarette) : Général Francis
- 1997 : Complot de femmes (The Stepsister) (TV) : Professor Jeffrey Thurston
- 1997 : Convictions (TV)
- 1997 : Ce père inconnu (Indefensible: The Truth About Edward Brannigan) (TV)
- 1998 : Eyes of a Cowboy (série télévisée)
- 1998 : Big and Hairy (TV) : Ludlow Bumstock
- 1999 : Roswell: The Aliens Attack (TV) : Tyler
- 1999 : Dangereuse révélation (A Murder On Shadow Mountain) (TV) : Mac
- 1999 : La Croisée des chemins (Miracle on the 17th Green) (TV) : Peter McKinley
- 2000 : Amour lointain (Personally Yours) (TV) : Burt
- 2001 : Touched by a Killer : Bernie Gordon
- 2001 : La Robe de mariée (The Wedding Dress) (TV) : Deke Johannsen
- 2002 : Chiens des neiges (Snow Dogs) : Artic Challenge Race Official #1
- 2002 : La Dernière traque (Pressure) : Sheriff Cooper
- 2003 : Pacte de femmes (Double Bill) (TV) : Frank
- 2004 : Proof of the Man (feuilleton TV) : Chief
- 2004-2009 : Battlestar Galactica (série télévisée) : Docteur Cottle
- 2006 : La Peur d'un rêve (Past Tense) (TV) : Capitaine Murphy
- 2008 : L'Énigme du sphinx (Riddles of the Sphinx) (TV) : Thomas
- 2008 : La Terreur du Loch Ness (Beyong Loch Ness) (TV) : Oncle Sean
- 2016 : Invasion ! (Arrowverse crossover : Flash, saison 3, épisode 8, Legends of Tomorrow, saison 2, épisode 7) (TV) : "Lunettes"

### comme réalisateur
- 1998 : Coroner Da Vinci ("Da Vinci's Inquest") (série télévisée)

### comme producteur
- 1985 : Reel Horror